# Bernardo Patricio Cos Luján
Bernardo Patricio Cos Luján, també conegut com a Cuchi Cos, (Córdoba, 31 de març de 1949) fou un futbolista argentí de la dècada de 1970.

## Trajectòria
Començà a destacar al CA San Lorenzo de Córdoba, que disputava el Campionat de Córdoba de futbol, i al Belgrano, club amb el qual només disputà el campionat Nacional de 1971, on marcà 4 gols en 13 partits. L'any 1972 es traslladà a Catalunya i fitxà pel FC Barcelona, club on romangué fins a finals de 1975, i guanyà la lliga de la temporada 1973-74. Quan arribà a Barcelona, ho feu com a oriünd, però amb un nom fals Bernardo Fernández Cos i un passaport paraguaià falsificat. En el mes de novembre de 1975 marxà al Burgos, club on passà la darrera part de la seva vida futbolística, fins al 1978. Va disputar a La Condomina, Múrcia, el 21 de novembre de 1973, un partit amb la selecció catalana de futbol pro damnificats per les inundacions.